# Jemadar
Jemadar foi uma patente usada pelo Exército da Índia Britânica, e era a patente mais baixa para um Oficial Comissionado do Vice-Rei. Jemadars comandavam pelotões ou companhias ou assistiam um comandante britânico nesse serviço. Eles também ocupavam cargos regimentais como Contramestre Assistente (Contramestre Jemadar) ou Ajudante de Campo (Assistente Jemadar).
Essa patente permaneceu em uso na Índia até 1965 como a mais baixa patente para Oficial Comissionado Júnior. Essa patente foi mais tarde renomeada em ambos as forças armadas, do Paquistão e da Índia, para Naib Subedar em unidades de infantaria, e Naib Risaldar em unidades de cavalaria e forças blindadas.
A patente continua em uso na hierarquia da polícia militar indiana.

## História
Um jemadar era originalmente um oficial armado de um zamindar (senhor [feudal]]) na Índia que, como um  general militar, e junto com Mridha, estava em encarregado de lutar e conduzir [guerra], principalmente contra os camponeses e pessoas comuns que viviam na terra do senhor.